# حظيرةطزان (حريضة)
'

تعديل مصدري - تعديل

حظيرةطزان هي إحدى قرى عزلة حريضة بمديرية حريضة التابعة لمحافظة حضرموت، بلغ تعداد سكانها 80 نسمة حسب تعداد اليمن لعام 2004.